# Pino (piève)
Pour les articles ayant des titres homophones, voir Pinault, Pineau, Pinot et Pino (homonymie).
Ne doit pas être confondu avec la commune de Pino.
Pino  est une ancienne piève de Corse. Située dans le nord-ouest de l'île, elle relevait de la province de Calvi sur le plan civil et du diocèse de Sagone sur le plan religieux.

## Géographie

### Composition
La piève de Pino comprenait les quatre communautés suivantes :
- Montemaggiore ;
- Lunghignano ;
- Cassano ;
- Zilia.

En 1971, Montemaggiore et Lunghignano fusionnèrent pour former la commune de Saint-Rainier-de-Balagne. Cette dernière engloba Cassano en 1972 et prit le nom de Montegrosso.

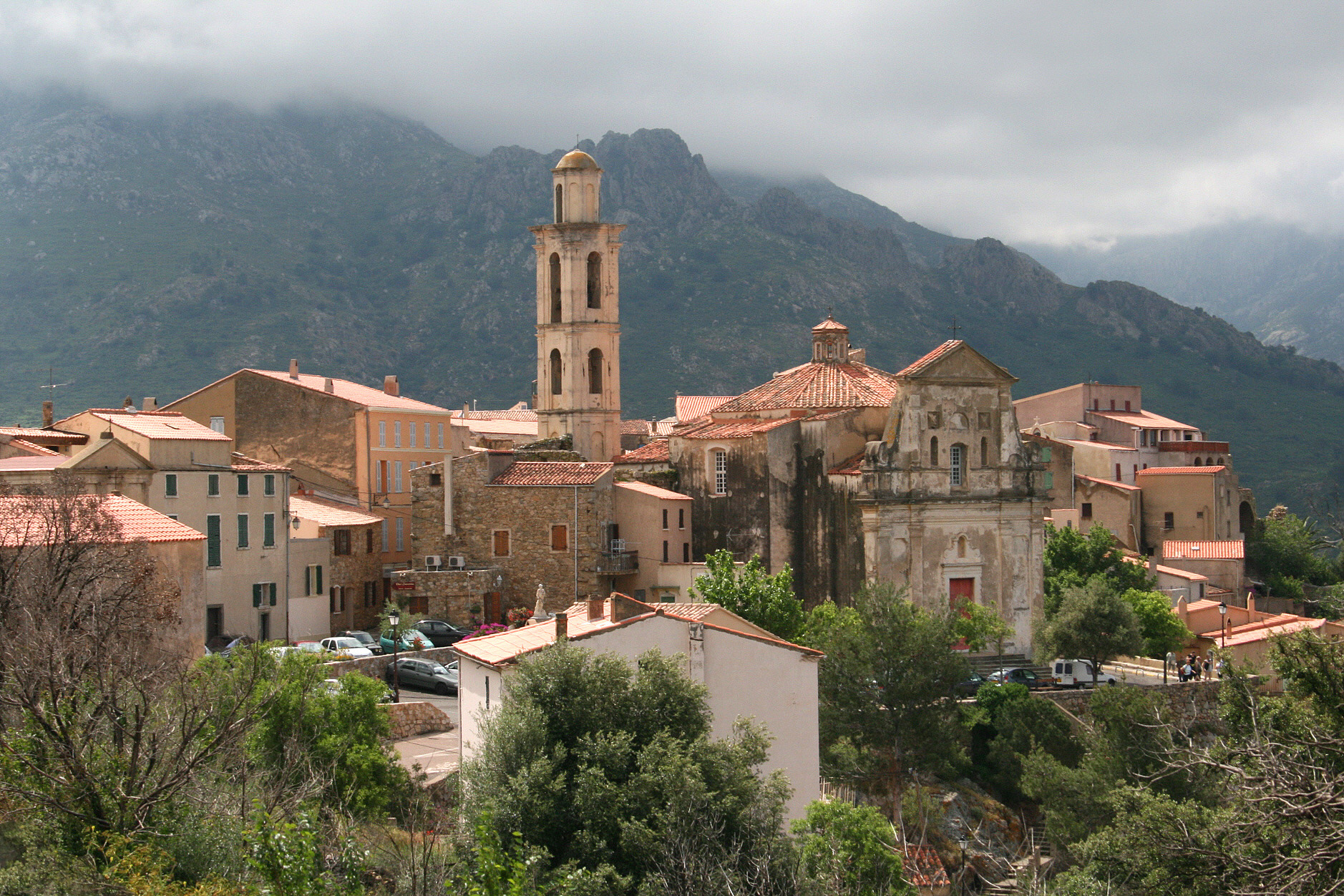
Montemaggiore.
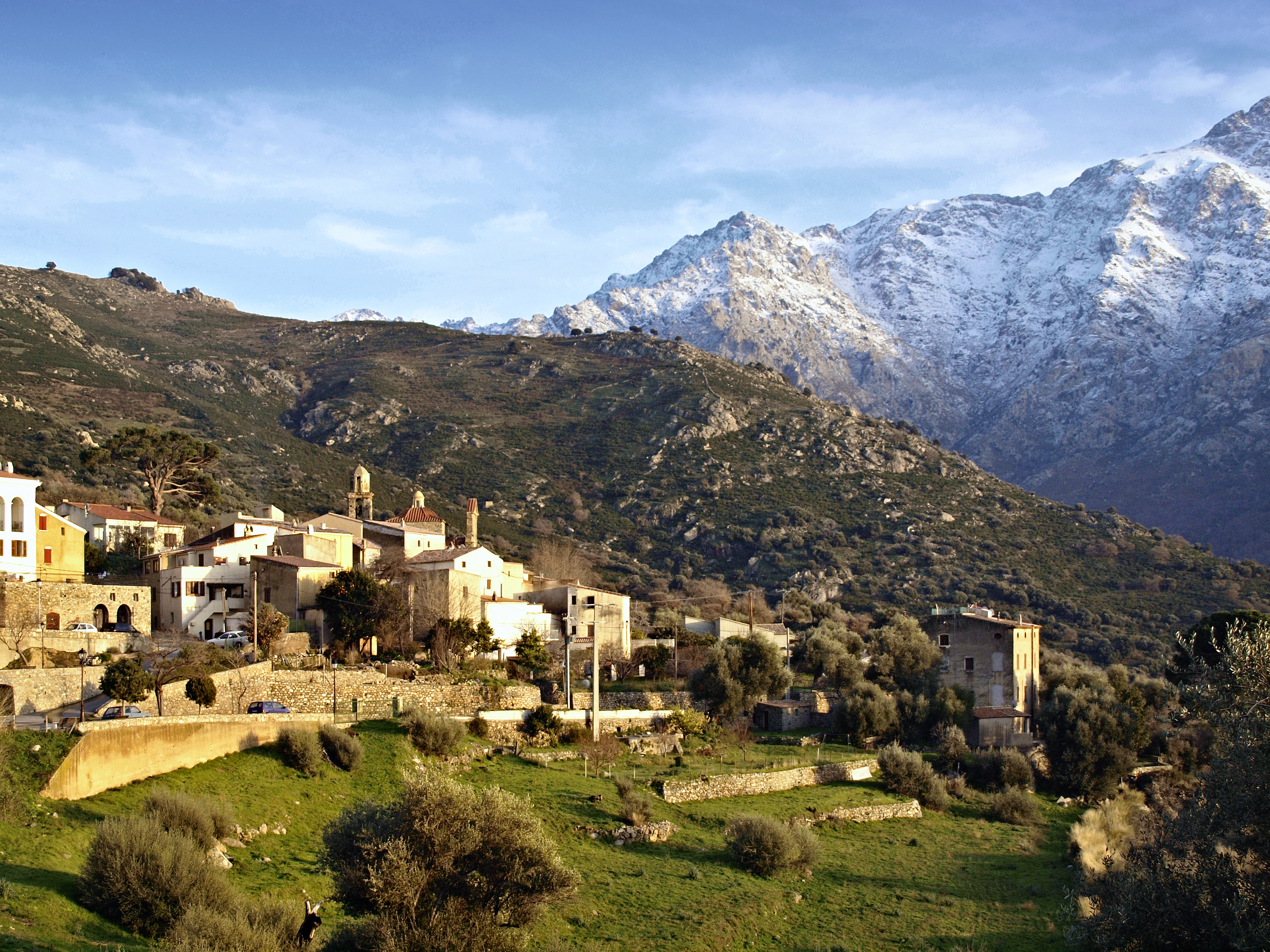
Lunghignano.
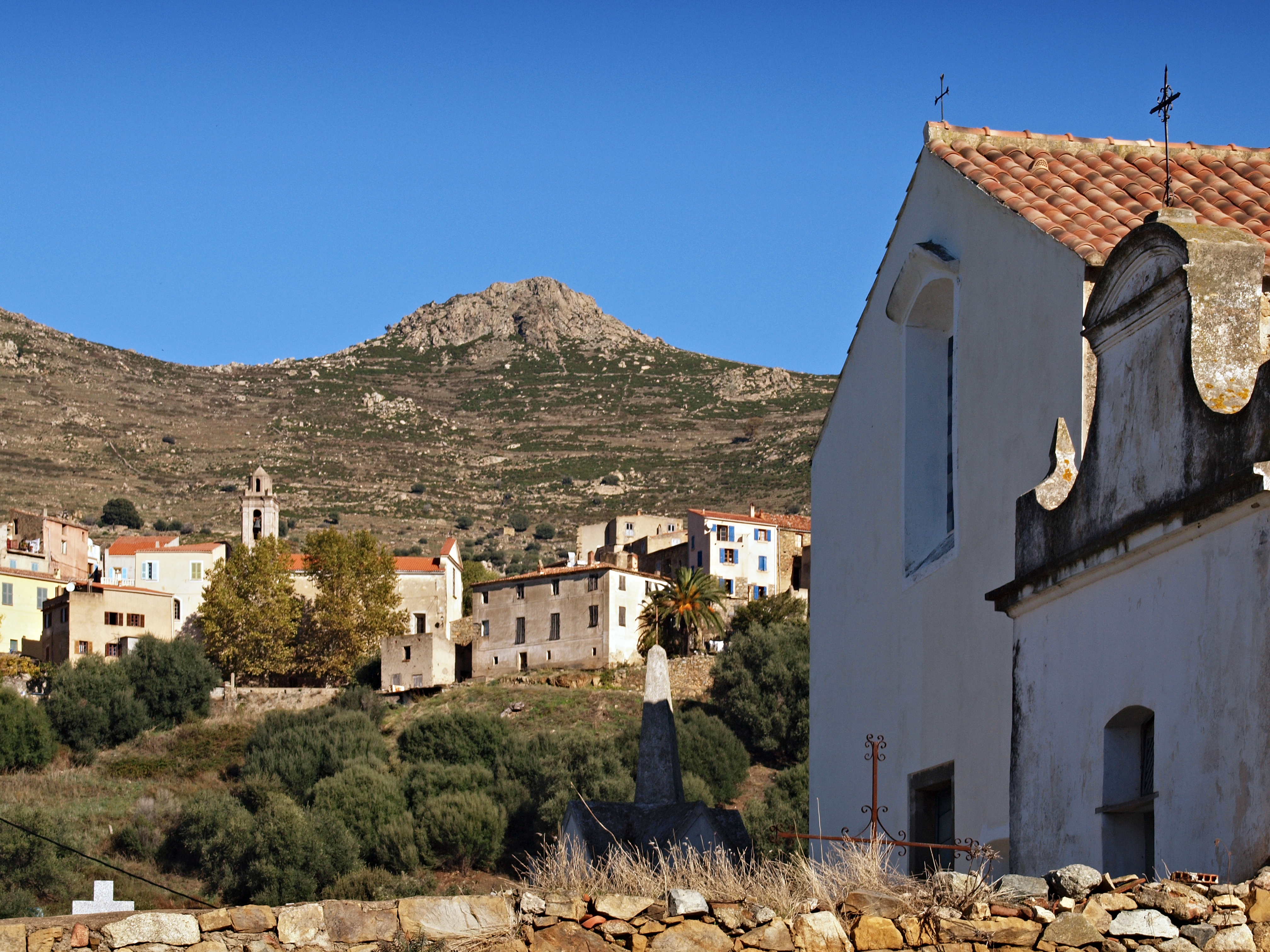
Cassano.
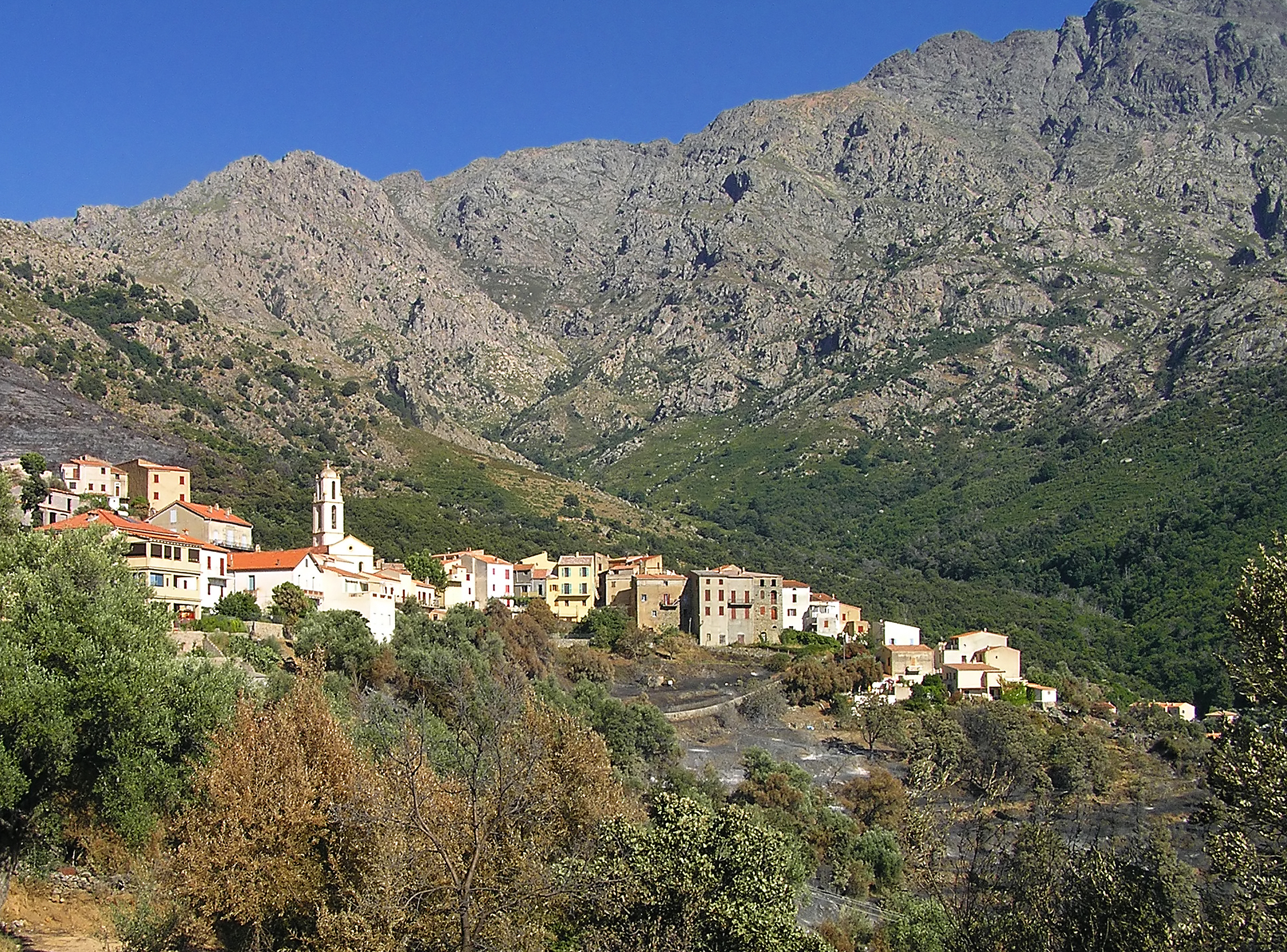
Zilia.

### Pièves limitrophes
La piève de Pino a pour pièves voisines :

## Histoire
En août 1324, dans l'inféodation faite par l'Aragon à Enrico et Opicinello de Cinarca, l'expression podesteria di Balagna était employée.
En 1366 la podestérie de Balagna comprenait les mêmes pièves que cent ans plus tard en 1454 : Chiomi, Armito, Olmia, Pino, Sant' Andria, Tuani, Giussani et Ostriconi.
Pino était l'une des composantes de la Balagne, ancienne province génoise qui comprenait vers 1520, les pièves d'Ostriconi, Tuani, Aregno, Sant'Andréa et Giussani.
La piève comptait à cette époque 1 250 habitants. Elle avait pour lieux habités :
- Montemaggiore : Montemaggiore ;
- li Castiglioni : Castiglione, village aujourd'hui rayé des cartes, situé à un kilomètre à vol d'oiseau au nord-ouest de Montemaggiore ;
- Profiume : le centre de la piève. Profiume sera abandonné au XVIIe siècle. Ruiné, il n'apparaît plus sur les cartes ;
- Zilia : Zilia ;
- Jargia : Ghiarghia, hameau de Zilia ;
- Cassano : Cassano ;
- Longhignani : Lunghignano.

### La piève civile
Au début du XVIIIe siècle, la piève de Pino sera redécoupée, comprenant seulement les villages de Calenzana, Moncale et Montemaggiore. Avant les événements qui, dès 1729, agitèrent cette région pendant la grande révolte des Corses contre Gênes, l’abbé Francesco Maria Accinelli avait dressé à la demande de Gênes une estimation des populations à partir des registres paroissiaux dont voici un extrait (texte en italien) : « Giurisditione di Calvi : ... II. Pieve di Pino : Moccale 249. Calenzana 1615. Monte maggiore 552. Presidio di Calvi, e suo Borgo 1062 », soit une population de 2 416 habitants.
Après la cession de la Corse à la France, elle devient en 1793 le canton de Montegrosso qui devient, en 1828, le canton de Calenzana.

### La piève religieuse

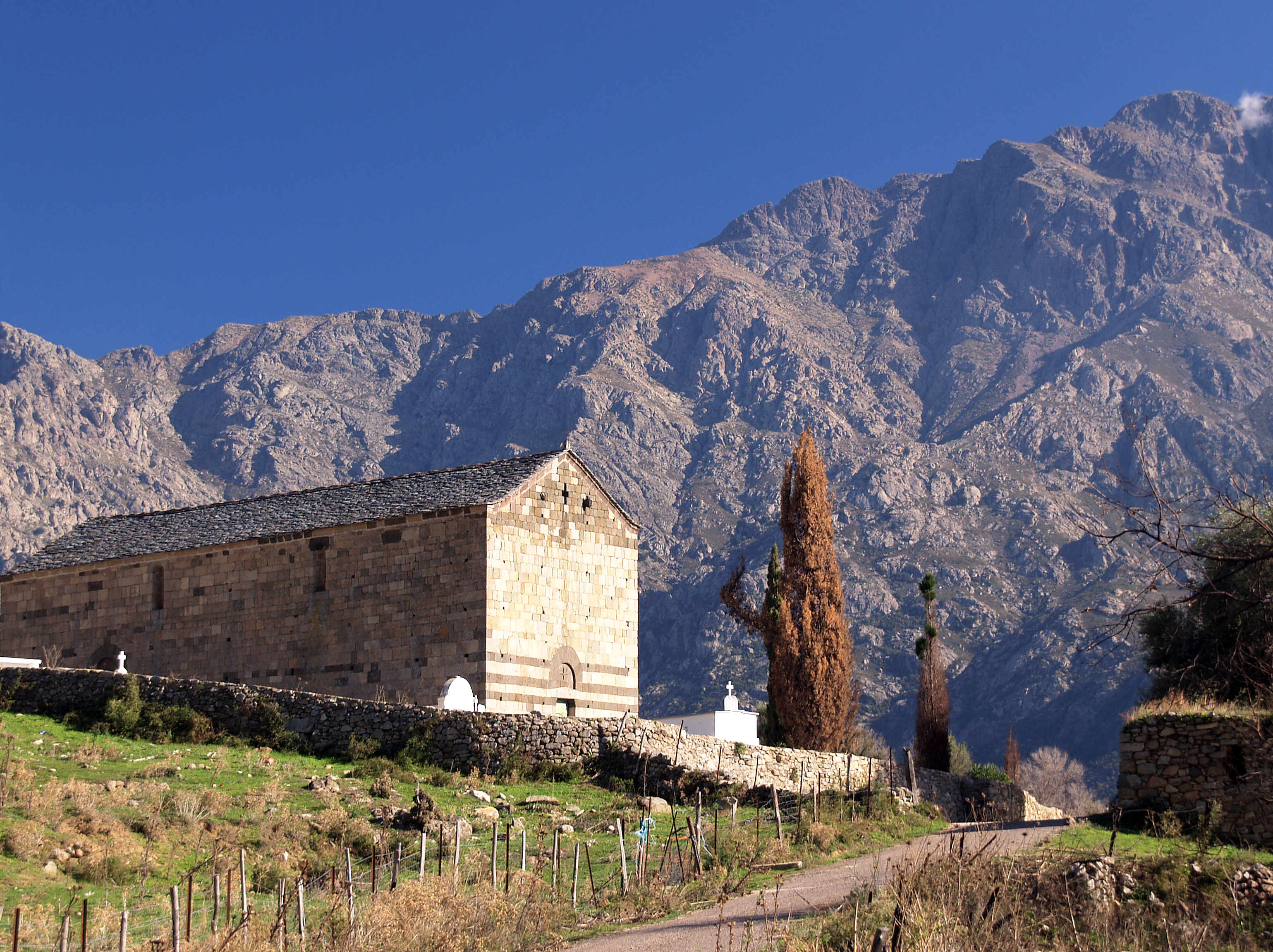
Église San Raineru de Lunghignano du XIIe siècle

Au début du XVIIIe siècle, la piève de Pino relevait de l'évêché de Sagone. L'évêque de Sagone exerçait son autorité sur 10 pièves et 40 paroisses.
« Il Vescovo di Sagone hà 500 ducati di redito che appena sono scudi 600 ò sia L.7000 circa, et hà la cura di 10 Pievi, cioè Pino, Olmi, in Balagna, Vico, Siasalogna, Paomia, Ginerca, Sorunzù, Crozini, e Sorunzù di sotto, cioè Sevinentro. Ciontiene la sua Diocesi 40 Parochie risiede il Vescovo al presente in Calvi in una pro-Cattedrale : cosi dichiarata da Papa urbano VIII. Porta la Cattedrale di Sagone il titolo di S.Gio : B.a. Le altre Parochie sono 55, parte nella Balagna e parte di là da monti in la Pieve di Vico, e confinanti di Celavo, e Cauro, et altre ».

#### La piévanie
Au XVe siècle le village de Profiume était le centre de la piève de Pino. Abandonné au XVIIIe siècle, il n'en reste aujourd'hui que des pagliaghji (en français « paillers ») dans ce lieu appelé Alivetu comunu. Profiume se situait à l'ouest de Ghiarghia (Zilia), proche de la chapelle San Francescu.
L'église piévane était l'église San Lusoriu, martyr sarde décapité sous Dioclétien et fêté autrefois le 21 août. Abandonné au XVIIe siècle, ce lieu de culte qui date probablement du XIIe siècle, est encore fréquenté au XVIIIe siècle par les femmes du village qui y viennent vénérer la Vierge. Durant la 2e moitié du XVIIIe siècle, l'église romane est ruinée par les troupes françaises. Subsiste de nos jours son chœur dans le cimetière de Zilia. Son arca était encore utilisée au XIXe siècle.